# Aisarn
Aisarn, grupp av tre till Sommaröarna hörande holmar i Esbo stad; Lillaisarn, Storaisarn och Torraisarn, på tillsammans kanske 10 hektar. Förutom Lillaisarn har öarna mestadels varit obebodda.
Lillaisarn har sedan tidigt 1900-tal hyst ett fiskartorp och allmogebåtvarv, vilka fortfarande finns kvar. Varvets främsta verksamhet, vinterförvaring av sommargästernas båtar, är dock numera obetydlig, då de som varande utan vägförbindelse inte har tillgång till kranbilar (som marinorna på fastlandet), utan är beroende av det slitsamma görat att winscha upp båtarna på slipen och baxa dem åt sidan.
Storasiarn är högst, och har i sin västra ände ett brant berg på cirka 10m. På 1890-talet byggdes på Storaisarns östra, lägre udde en sommarvilla, som senare revs, men kvar finns en liten paviljong, som är K-märkt för att en av villaborna var författare och brukade sitta där och skriva. Udden var sedan en längre tid utarrenderad till Helsingfors sjöscouter som sommarkoloni. I dag är stället i privat ägo, och på resten av Storaisarn och på Torraisarn har det vuxit upp en handfull anspråkslösa sommarstugor. Torraisarn är rätt liten och bergig.
Mellan Stor- och Torraisarn går en 5m djup farled till Esboviken, och ett belyst sjömärke på Storaisarn leder in båtar från havet. Mellan Lill- och Storaisarn går ett 2,5m far mot Kopplosund och Helsingfors.